# آفتاب‌پرست دو شاخ غرب اوسامبارا
آفتاب‌پرست دو شاخ غرب اوسامبارا (نام علمی: 'Kinyongia multituberculata') یک آفتاب‌پرست است که بومی کوه‌های اوسامبارا در تانزانیا است. میانگین طول بدنش ۱۸.۷ سانتی‌متر است.